# Mercato di piazza Carlo Alberto

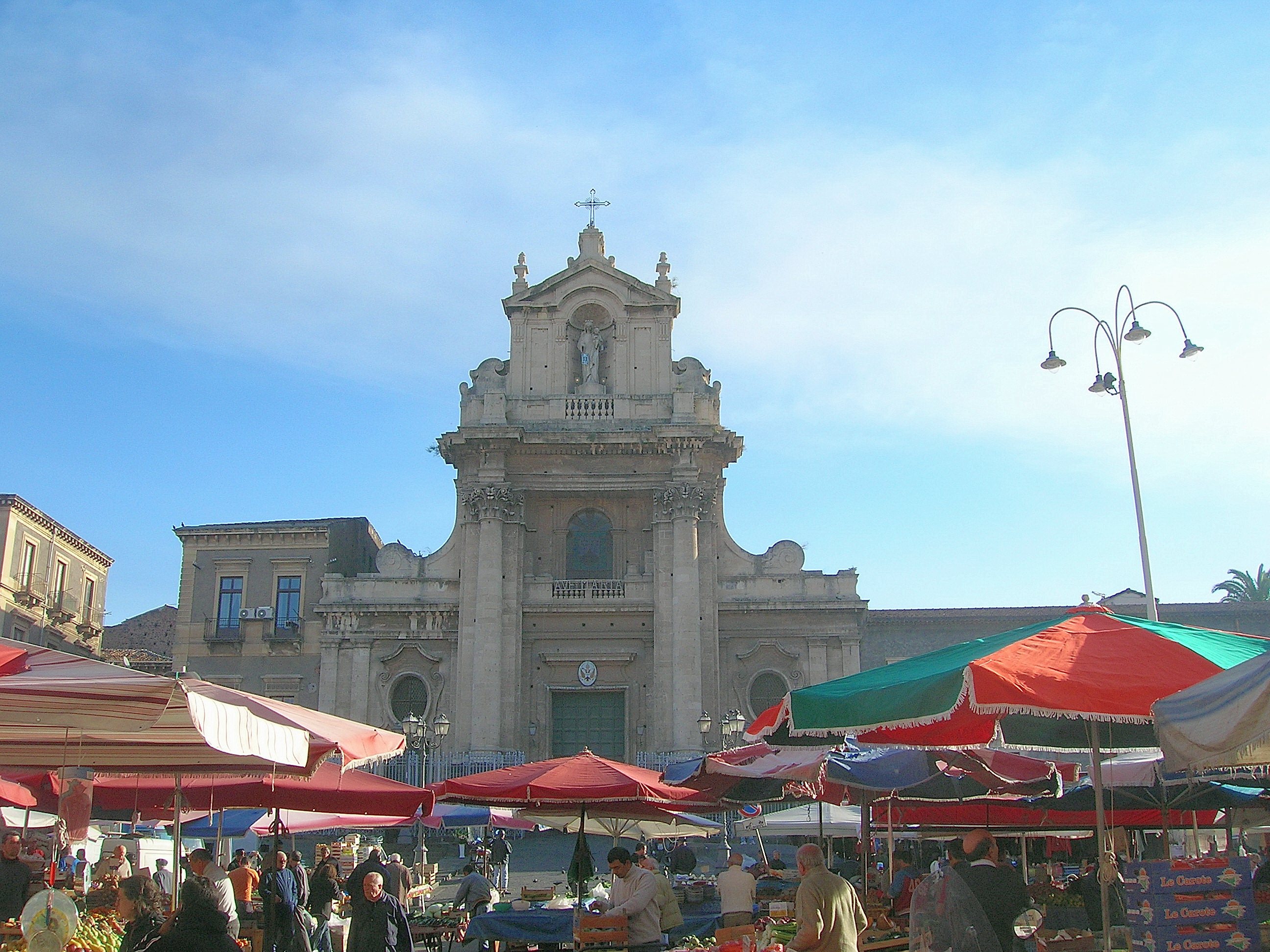
Il mercato di piazza Carlo Alberto (Fera 'o luni) antistante il santuario della Madonna del Carmine a Catania

Il mercato di piazza Carlo Alberto, chiamato in catanese Fera ’ô Luni, è insieme alla Piscarìa, il mercato più antico di Catania.

## Etimologia
La locuzione siciliana di questo luogo potrebbe derivate da Fera dû luni che in italiano significa letteralmente Fiera del lunedì. 
Il dialetto della zona però ha una specifica fonetica che differisce un po' da quella siciliana, ecco perché la preposizione articolata siciliana dû (“del, dello”) subisce una serie di passaggi che attraverso dô e la sua variante rotacizzata rô giungono all'aferesi dell'unica consonante fino ad ottenere ’ô.
Un’altra ipotesi è che il nome deriva dal fatto che in età medievale veniva svolta presso il Foro Lunaris, davanti alla chiesa dell'Elemosina.
Una terza ipotesi invece fa risalire il nome al quartiere Luno, che insieme ad Aetnopoli (Leucatia), Demetria (Cibali) e Littoranea (Ognina), componeva Catania antica. Esso prendeva il nome da un antico tempio dedicato al dio assiro-babilonese Luno, o alla dea romana Luna.

## Storia

### Origini
La sede di un mercato a Catania si può dedurre dalla presenza di un foro o horreum nell'area dell'attuale cortile San Pantaleone. Di questo mercato, tuttavia, se ne può solo dedurre l'esistenza sulla base delle ipotesi formulate dagli antiquari del passato, prima che le strutture venissero del tutto inglobate dalle casupole popolari e rendessero illeggibili le strutture più antiche. Tutto ciò che resta visibile oggi è appena un lacerto di parete in opus reticulatum.

### Medioevo
Di diversi mercati abbiamo notizia soprattutto nel basso Medioevo e in età rinascimentale.
Se infatti dalle cartografie di XVI secolo abbiamo diversi riferimenti, quali il piano de La Herba (oggi, orientativamente, piazza San Francesco d'Assisi) e il piano San Philippo detta anche de li Horti (grossomodo l'attuale piazza Mazzini), possiamo desumere che tali denominazioni fossero eredità almeno del secolo precedente.
Lo storico Mercato del Lune, secondo l'abate Ferrara, aveva sede quindi nella piazza antistante la facciata della primitiva regia cappella di Santa Maria dell'Elemosina a partire dal Medioevo, come anche dai rilievi cartografici preesistenti al Ferrara stesso e nelle planimetrie dei progetti delle fortificazioni spagnole fermamente volute dall'imperatore Carlo V: gli ingegneri militari Tiburzio Spannocchi e Francesco Negro, identificano il primitivo Piano della Fiera del lunedì o Fieravecchia ad occidente dell'edificio sacro.
La piazza era chiamata Platea lo Foro o Foro Lunaris, ed era soggetta a stagionali allagamenti dovuti alla presenza del fiume Amenano, imbrigliato poi nel mulino Marletta, un tempo ubicato a sud della piazza, dov'è ancora oggi il palazzo omonimo.

### Età Moderna
In seguito al piano di ricostruzione post-sismica redatto da Carlos de Grunenbergh e coordinato da Giuseppe Lanza, duca di Camastra - a causa del terremoto del Val di Noto del 1693 - l'area del Mercato fu limitata ad un ridotto spiazzo stretto tra i palazzi barocchi, l'abside della Regia Cappella e la fabbrica del Palazzo dell'Università ovvero il Piano degli Studj (Piazza dell'Università), un'area oggi chiamata largo Salvatore Addamo.
Questa sede, ormai fin troppo ridotta, fu abbandonata in virtù di piazza Università, dove è ben documentato lo svolgimento della fiera nel pieno XIX secolo. Per distinguerla dalla precedente area, in alcune stampe d'inizio XVIII secolo, la superficie è identificata col termine di Fiera Nuova.

### Odierna ubicazione
La sede del mercato è spostata alla fine del XIX secolo in piazza Carlo Alberto, in concomitanza con la sua nuova denominazione che sostituì l'antico nome di piano del Carmine e in vista della colonizzazione delle lave a oriente dell'antico centro storico, secondo un nuovo piano di sviluppo urbano teso a unire la città al borgo marinaro di Ognina, un tempo isolato. L'ubicazione di piazza Carlo Alberto è tuttora la sede dello storico mercato che si svolge davanti al Santuario della Madonna del Carmelo.
La fiera che vi si svolge oggi è giornaliera, con la sola eccezione della domenica, ed ha un vasto assortimento di prodotti: dalla gastronomia all'abbigliamento, dai casalinghi ai prodotti etnici, fino all'ortofrutta e alla vendita di giocattoli. Il mercato negli ultimi decenni è diventato un vero crocevia internazionale, con commercianti - oltre che italiani - di origine africana e cinese.